# Poelzig-Haus

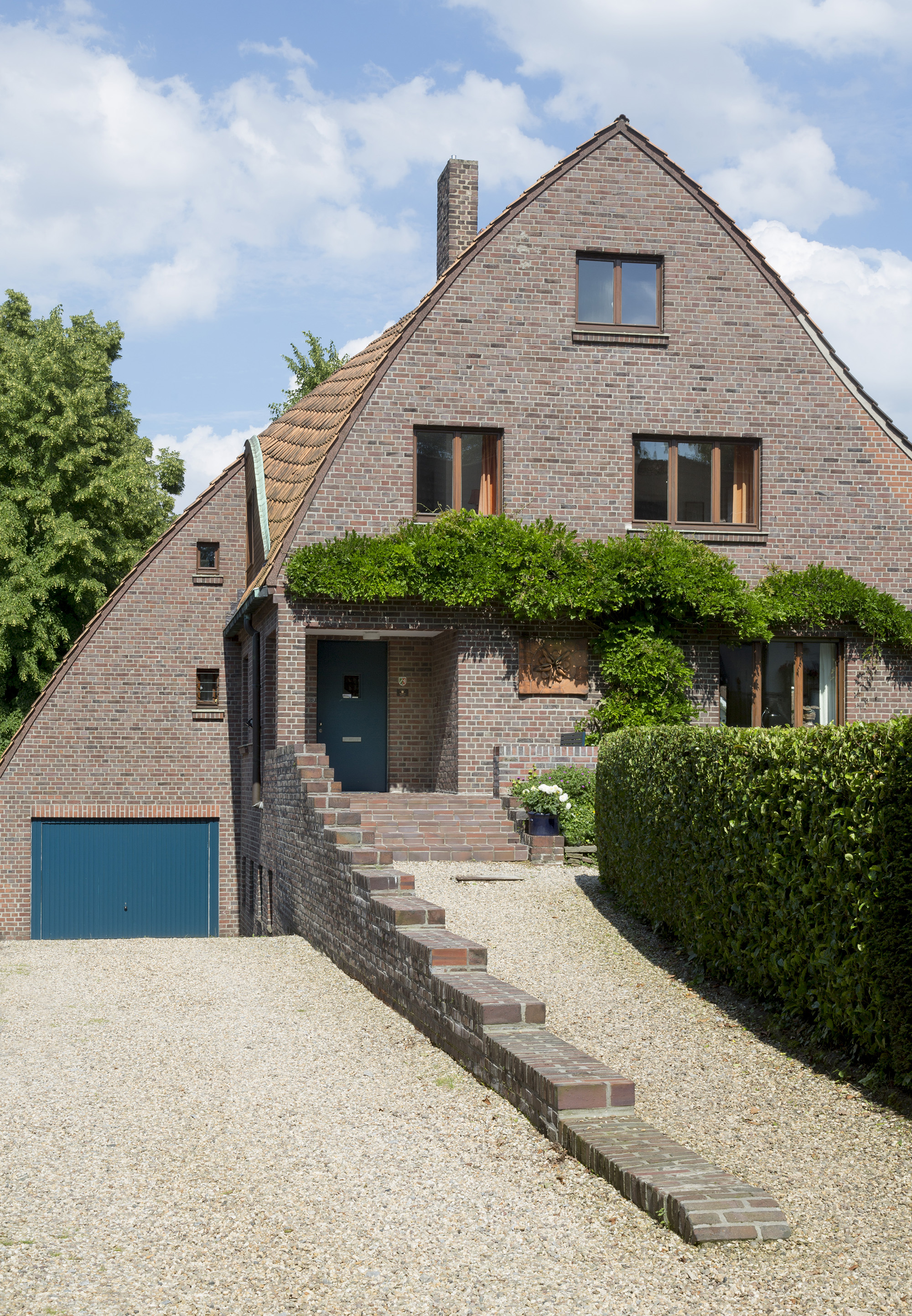
Poelzig-Haus (2016)

Das Poelzig-Haus (auch Villa Poelzig oder Haus Steinert) ist eine Backsteinvilla an der Kliedbruchstraße 67 im Stadtteil Kliedbruch in Krefeld. Es wurde 1929 bis 1931 von dem Berliner Architekten Hans Poelzig für die Familie der Textilfabrikanten Ilse und Fritz Steinert erbaut. Es ist das einzige Einfamilienhaus, das Hans Poelzig jemals für einen privaten Bauherrn errichtet hat. Seit 1997 steht es unter Denkmalschutz.

## Beschreibung
Es handelt sich um einen giebelständigen Backsteinbau auf einem künstlichen Hügel mit einem markanten, spitztonnenförmigen Dach, das auf der Vorder- und Rückseite jeweils unterschiedliche Radien aufweist. An der Nordseite verbindet eine halbe Fledermausgaube die beiden Dachhälften. An der Südseite hat das Dach einen s-förmigen Gegenschwung, der auf eine Erweiterung 1961 zurückgeht. Stilistisch gehört das Gebäude zum Expressionismus, als dessen Hauptvertreter in Deutschland Hans Poelzig gilt.